# Nazionale B di calcio della Norvegia
La nazionale B di calcio della Norvegia è la seconda squadra della nazionale di calcio norvegese che occasionalmente funge da supporto e sviluppo per la prima squadra. Nel tempo, la formazione ha affrontato le squadre di altre nazioni e giocato partite contro altre formazioni B delle rispettive nazionali. Fin dalla creazione della squadra nel 1929, sono state giocate 79 partite ufficiali.